# Camptylochila
Camptylochila là một chi bướm đêm thuộc họ Erebidae. Some authors consider it to be a đồng nghĩa của Idia. If it is treated as a valid genus, it contains at least loài điển hình Camptylochila undulalis Stephens, 1834.